# Raisa Smiechnowa
Raisa Filipowna Smiechnowa z domu Katiukowa (ros. Раиса Филипповна Смехнова, z domu Катюкова, ur. 16 września 1950 w Kałtanie) – białoruska lekkoatletka reprezentująca Związek Socjalistycznych Republik Radzieckich, biegaczka długodystansowa startująca w maratonach. W 1983 roku na Mistrzostwach Świata zdobyła brązowy medal.

## Osiągnięcia
- brązowy medal mistrzostw świata (maraton, Helsinki 1983)
- brązowy medal podczas zawodów Przyjaźń-84 (maraton, Praga 1984)
- liczne medale mistrzostw świata w przełajach, w tym m.in.:
  - Limerick 1979 – srebro indywidualnie oraz w drużynie
  - Rzym 1982 – złoty medal drużynowo

Dwukrotna uczestniczka igrzysk olimpijskich, w 1976 odpadła w eliminacjach biegu na 1500 metrów, a w 1988 zajęła 16. miejsce w biegu maratońskim.
W 1985 wywalczyła jedyny w swoim dorobku złoty medal mistrzostw ZSRR – w maratonie.
Dwukrotnie ustanawiała rekordy ZSRR w biegu maratońskim (2:31:13 w 1983 oraz 2:29:10 w 1984).

## Rekordy życiowe
- bieg na 1500 metrów – 3:59,8[2] (1976)
- maraton – 2:28:40 (1988)